# Polícia montada

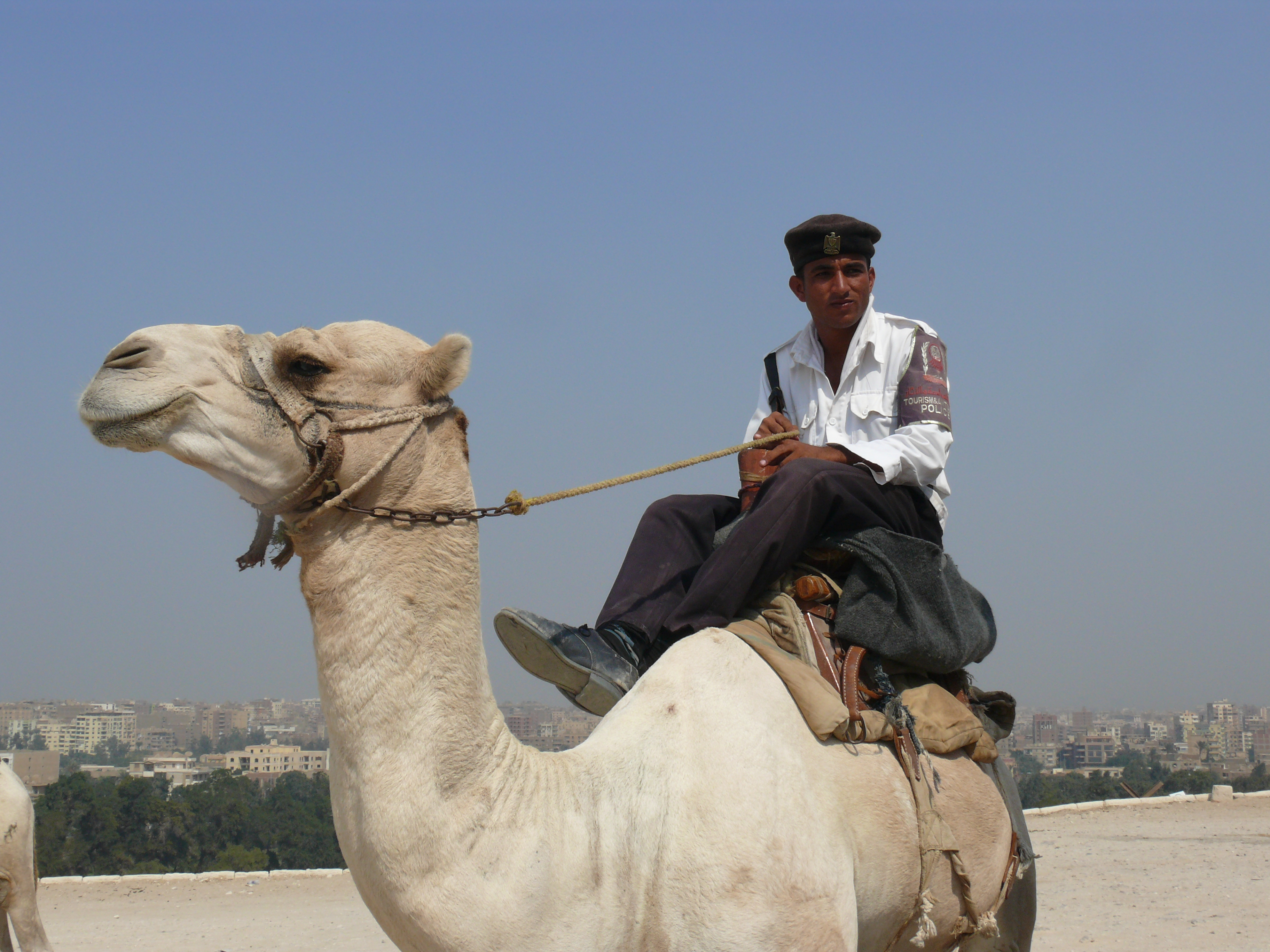
Um policial montado em Gizé montando um camelo

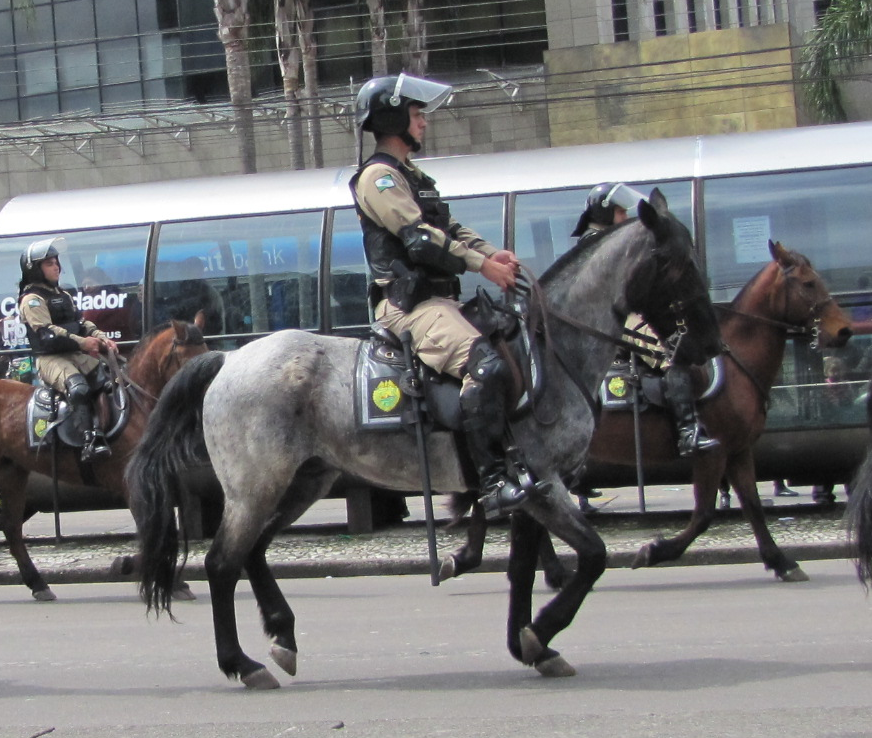
Policiais montados do Regimento de Polícia Montada da Polícia Militar do Paraná

A polícia montada é a polícia que patrulha a cavalo ou a camelo. A sua função cotidiana é tipicamente pitoresca ou cerimonial, mas também são empregados no controle de multidões devido à sua vantagem móvel de massa e altura e cada vez mais no Reino Unido para prevenção do crime e funções de policiamento de alta visibilidade. A altura e a visibilidade adicionais que os cavalos proporcionam aos seus cavaleiros permitem que os agentes observem uma área mais ampla e também permite que as pessoas na área mais ampla vejam os agentes, o que ajuda a impedir o crime e ajuda as pessoas a encontrar agentes quando precisam deles. Quando utilizado para controlar multidões, existe o risco de algumas pessoas serem pisoteadas (resultando em ferimentos ou morte). Devido a isto, os regimes autoritários utilizam frequentemente a polícia montada para reprimir protestos, uma vez que o público geralmente não vê estas mortes "acidentais" como resultantes do uso deliberado de força letal. Em pelo menos um caso, isso resultou na ação judicial do policial que montava o cavalo (que causou o ferimento).
A polícia montada pode ser empregada para tarefas especializadas que vão desde a patrulha de parques e áreas selvagens, onde os viaturas da polícia seriam impraticáveis ou barulhentos, até o serviço de controle de tumultos, onde o cavalo serve para intimidar aqueles que se deseja dispersar devido ao seu tamanho maior, ou pode ser enviado para deter criadores de problemas ou infratores da multidão. Por exemplo, no Reino Unido, a polícia montada é vista com mais frequência em jogos de futebol, embora também seja comum nas ruas de muitas vilas e cidades como uma presença policial visível e dissuasora do crime durante o dia e a noite. Algumas unidades policiais montadas são treinadas em busca e salvamento devido à capacidade do cavalo de viajar onde os veículos não conseguem.

## História
A Maréchaussée francesa - predecessores diretos da gendarmaria e da primeira força policial nacional no sentido moderno - era um corpo de polícia completamente montado desde a sua criação no início do século XVIII. Estradas em más condições e extensas áreas rurais tornaram a polícia montada a cavalo uma necessidade nos estados europeus até o início do século XX.
O estabelecimento de órgãos organizados de aplicação da lei em toda a África, Ásia e Américas durante as eras colonial e pós-colonial fez com que o conceito de polícia predominantemente montada a cavalo fosse aceite em quase todo o mundo. Exemplos notáveis incluem a Polícia Montada Real canadense, os Rurales mexicanos, a Polícia Britânica da África do Sul rodésia, a Zapiteh turca/cipriota, a caballeria (ramo montado) da Guarda Civil Espanhola e o Regimento de Polícia Montada da Polícia Militar brasileira.

## Equipamento
As rédeas usadas pela polícia montada são semelhantes às rédeas padrão, com adaptações para uso policial. As selas sintéticas são frequentemente preferidas às feitas de couro natural para reduzir o peso, o que é importante tanto pelas longas horas de condução como porque os policiais devem transportar vários artigos de equipamento pessoal. Ferraduras de alta tração feitas de metais especiais ou equipadas com solas de borracha são normalmente usadas em áreas urbanas no lugar de ferraduras de aço padrão, que tendem a escorregar no pavimento. Sapatos com sola de borracha também produzem menos ruído do que sapatos de aço e batem menos no casco.
Os cavalos que trabalham no controle de tumultos usam armadura facial, feita de acrílico para que os animais ainda possam ver. Os próprios oficiais são frequentemente equipados com cassetetes especialmente longos de madeira ou de policarbonato para uso a cavalo, uma vez que os cassetetes de patrulha padrão não teriam comprimento suficiente para atingir indivíduos ao nível do solo.